# Franco Bodrero
Franco Bodrero (Torino, 7 febbraio 1943 – Collegno, 15 luglio 1970) è stato un ciclista su strada italiano.
Professionista dal 1965 al 1969, conta la vittoria di una tappa al Tour de Luxembourg.

## Carriera
Ottenne un solo successo da professionista, una tappa al Tour de Luxembourg del 1968, dove fu terzo nella classifica generale. Fu il primo a tagliare il traguardo nella ventunesima tappa del Giro d'Italia 1968, la Rocca di Cambio-Blockhaus, ma questo successo fu revocato in seguito allo scandalo doping che coinvolse vari corridori in quell'edizione della corsa rosa. Fu secondo al Giro del Lazio nel 1968 e terzo nel Gran Premio Industria e Commercio di Prato nel 1965.
È scomparso nel 1970 all'età di 27 anni per un male incurabile che lo affliggeva dal settembre 1969.

## Palmarès
- 1968 (Legnano, una vittoria)

2ª tappa Tour de Luxembourg (Bettembourg > Esch-sur-Alzette)

## Piazzamenti

### Grandi Giri
- Giro d'Italia

1965: 38º
1966: 24º
1967: 46º
1968: 12º (squalificato per doping)
1969: 39º
- Tour de France

1967: 15º

### Classiche monumento
- Milano-Sanremo

1966: 119º
1967: 88º
1968: 80º
- Giro di Lombardia

1965: 18º
1967: 16º